# Waschkessel

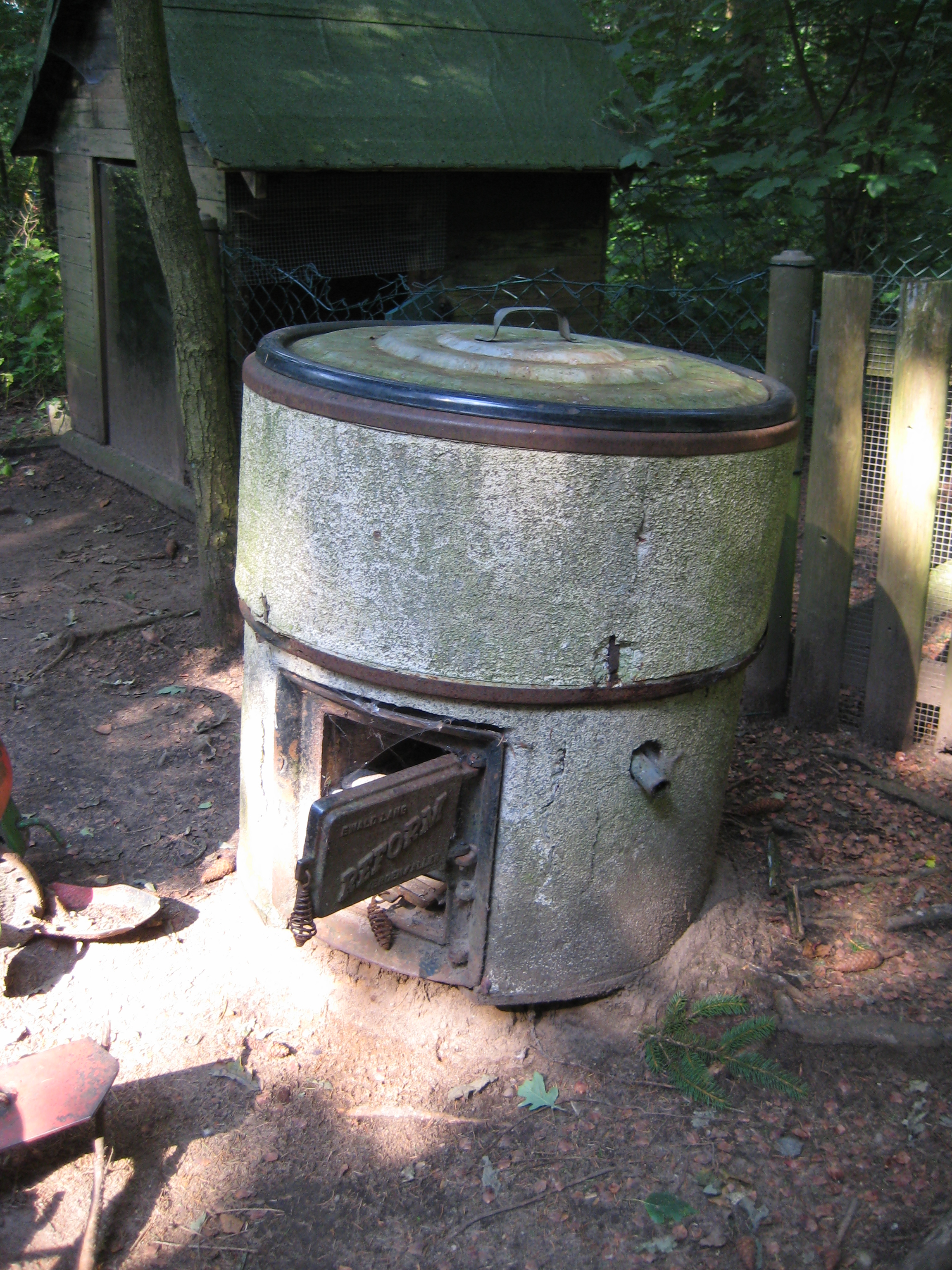
Beheizbarer Waschkessel im Tierpark Neumünster

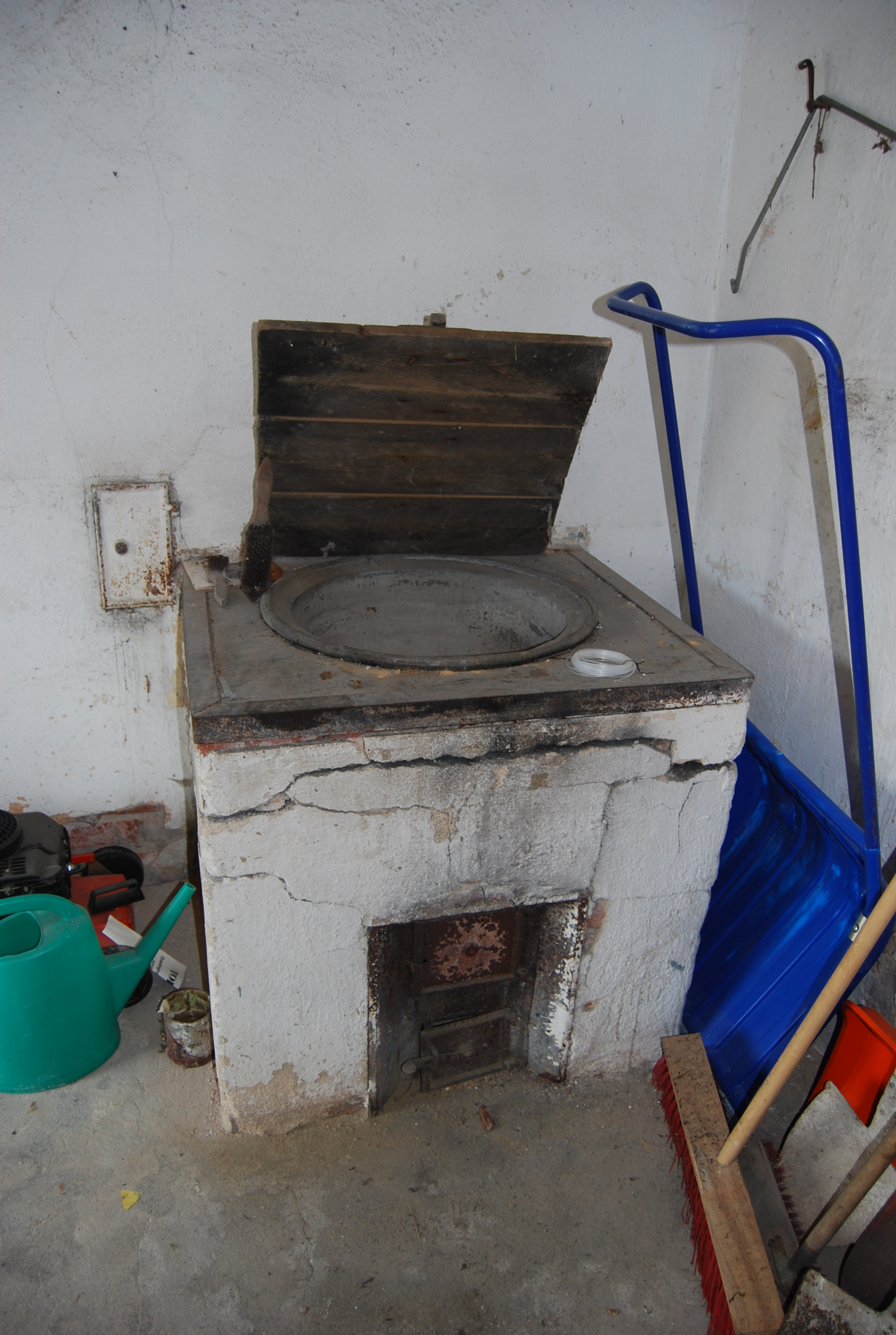
Gemauerter Waschkessel im Waschhaus des Pfarrhauses Cronheim

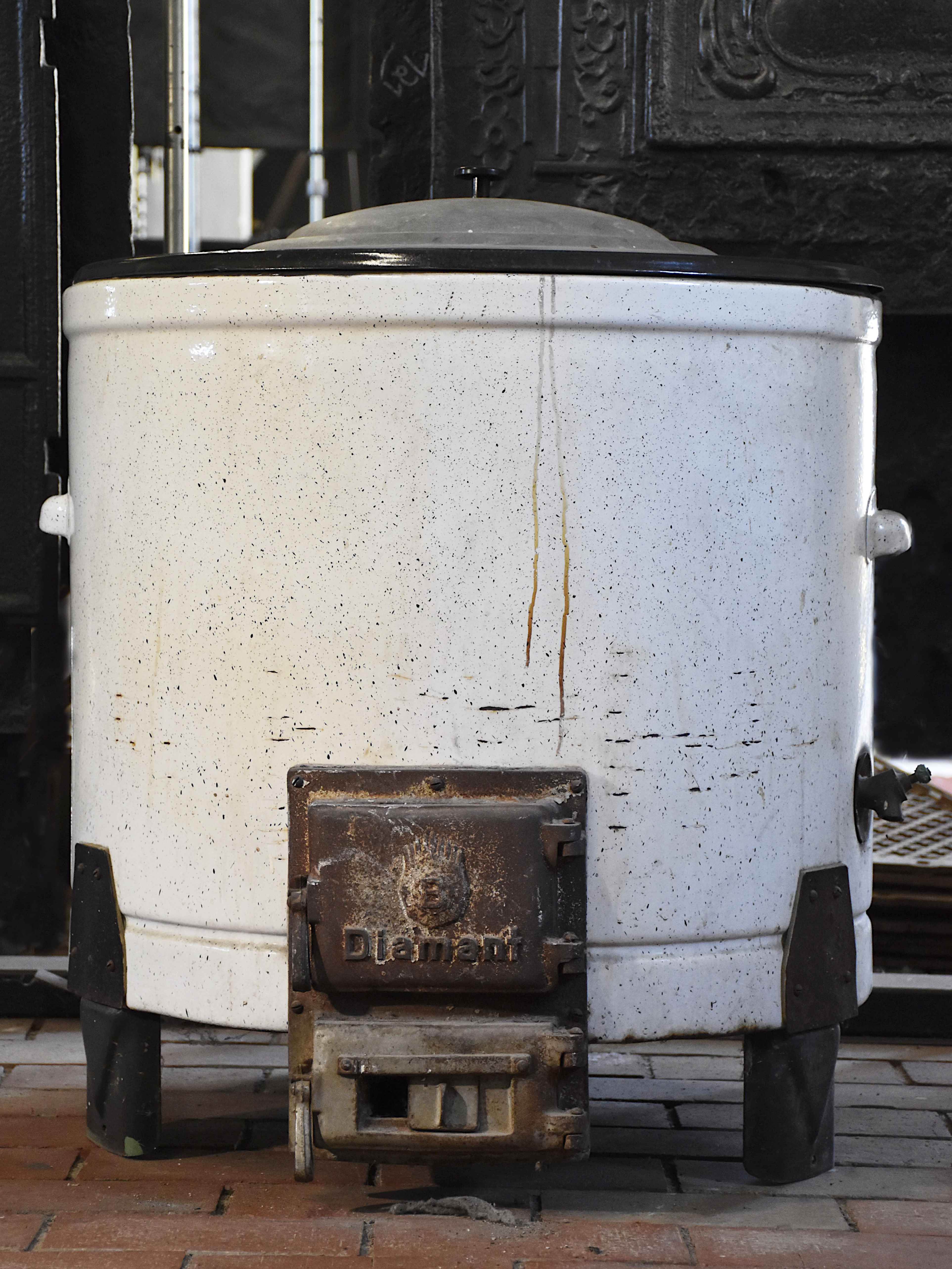
Waschkessel "Diamant" aus Eisenblech im Freilichtmuseum Roscheider Hof

Ein Waschkessel ist ein beheizbarer Behälter, der zum Erhitzen von Wasser bzw. Waschlauge dient und in dem Wäsche gewaschen wird. Die Beheizung erfolgt meist durch ein Holz- oder Kohlenfeuer, seltener mit Gas. Bis zur allgemeinen Verbreitung der Waschmaschine ab den 1960er Jahren gehörten Waschkessel zur Ausstattung der meisten Haushalte, heute werden sie nur noch selten verwendet. 

## Aufbau
Die wesentlichen Bestandteile eines Waschkessels sind der eigentliche Kessel, eine runde Wanne aus Metall, und der zugehörige Unterbau, in dem das zur Erhitzung notwendige Feuer brennt; zur Unterhaltung des Feuers und zur Beseitigung der Asche sind entsprechende Klappen vorhanden. Der Unterbau kann gemauert sein oder aus Metall (meist Gusseisen) bzw. Beton bestehen. Solche Kessel hatten den Vorteil, dass sie transportabel waren und daher bei einem Umzug mitgenommen werden konnten, auch konnten sie ohne Hilfe eines Maurers oder Ofensetzers leicht aufgestellt werden, da nur das Ofenrohr angeschlossen werden musste. Der Kessel selbst besteht aus Kupfer- oder emailliertem Stahlblech, meist ist auch ein Deckel vorhanden, der beim Erhitzen des Wassers aufgelegt wird. Der Kessel kann herausnehmbar sein, in diesem Fall sind meist am oberen Rand Griffe angebracht; fest eingebaute Kessel besitzen oft einen Ablasshahn, mit dem sie leicht entleert werden können. 
Außer zum Waschen konnte der Kessel vor allem in der Landwirtschaft auch für andere Zwecke verwendet werden, beispielsweise zur Zubereitung von Viehfutter oder zum Erhitzen von Gläsern beim Einwecken bzw. Dosen bei der Wurstbereitung. Aufgestellt wurden Waschkessel zumeist in der Waschküche, seltener auch in der normalen Küche. Bevor Badezimmer allgemein üblich wurden, diente die Waschküche meist auch zur Körperpflege; der Waschkessel lieferte dann das warme Wasser, mit dem etwa eine Volksbadewanne befüllt werden konnte. 
Waren Waschkessel noch in der Mitte des 20. Jahrhunderts weit verbreitet, sind sie heute durch das Aufkommen der Waschmaschine weitgehend verschwunden. In den meisten Museen, die sich mit Heimat- und Alltagsgeschichte beschäftigen, ist mindestens ein Exemplar vorhanden, allerdings werden noch neue Waschkessel produziert und verkauft. Sie finden vor allem bei Selbstversorgern oder ökologischen Lebensprojekten Verwendung. 